# エゴノキ
エゴノキ（学名: Styrax japonica）とはエゴノキ科エゴノキ属の落葉小高木である。

## 形態
落葉の小高木で最大樹高15メートル (m) 前後、樹高のわりに余り幹は太くならず最大胸高直径は50cm程度である。樹皮は暗い灰色で平滑であるが、老木では縦に浅く裂ける。樹形は単幹のこともあるが、しばしば多幹で株立ちになる。
枝はジグザグに屈曲しながら伸びる仮軸分枝型で、一年生枝や小枝にも特徴がよく出る。特に一年生枝は紫色の混じったような褐色で細い。葉は有柄で枝に対しては互生し、形は長卵型で先端は鋭く尖り、全長4-8cm、幅2-4cmになる。葉の縁には鈍い鋸歯を持つが、しばしば不明瞭で鋸歯の無いものもみられる。葉の裏には毛が密生する。葉柄の付け根に冬芽を2つ付けるのも大きな特徴の一つ。葉の形などはかなりの個体差があり、変種扱いされることが多い。
花は両性花で短枝もしくは枝先の葉腋から分枝し数個がぶら下がって付く。花梗および萼は緑色、花梗は長くよく目立つ。花の直径は約2.5㎝、花弁は白く深く5裂する。雄蕊は黄色でよく目立ち数は10本、雌蕊は1本。花粉は長球形で両極の間に深い3つの溝を持つもので、同科のアサガラ属（Pterostyrax）のものに似る。
果実は長さ10 - 13 mmの卵球形で灰白色をしており、大きい種子を1個含む。熟すと果皮は不規則に破れて種子が露出する。花期は初夏、果実は同年秋に熟す。
冬芽は二列互生し、長卵型で極めて小さく長さは1-3mm程度、裸芽であるが褐色の毛が密生し、1つか2つの予備芽を伴う。葉痕は半円形で、維管束痕が1個ある。
根系は中大径の水平根型で主根に比べて側根の肥大が著しい。細根および細根から伸びたしら根が良く発達し、しばしば塊状に密生する。菌根の影響もあり、細根は不正分岐が多い。

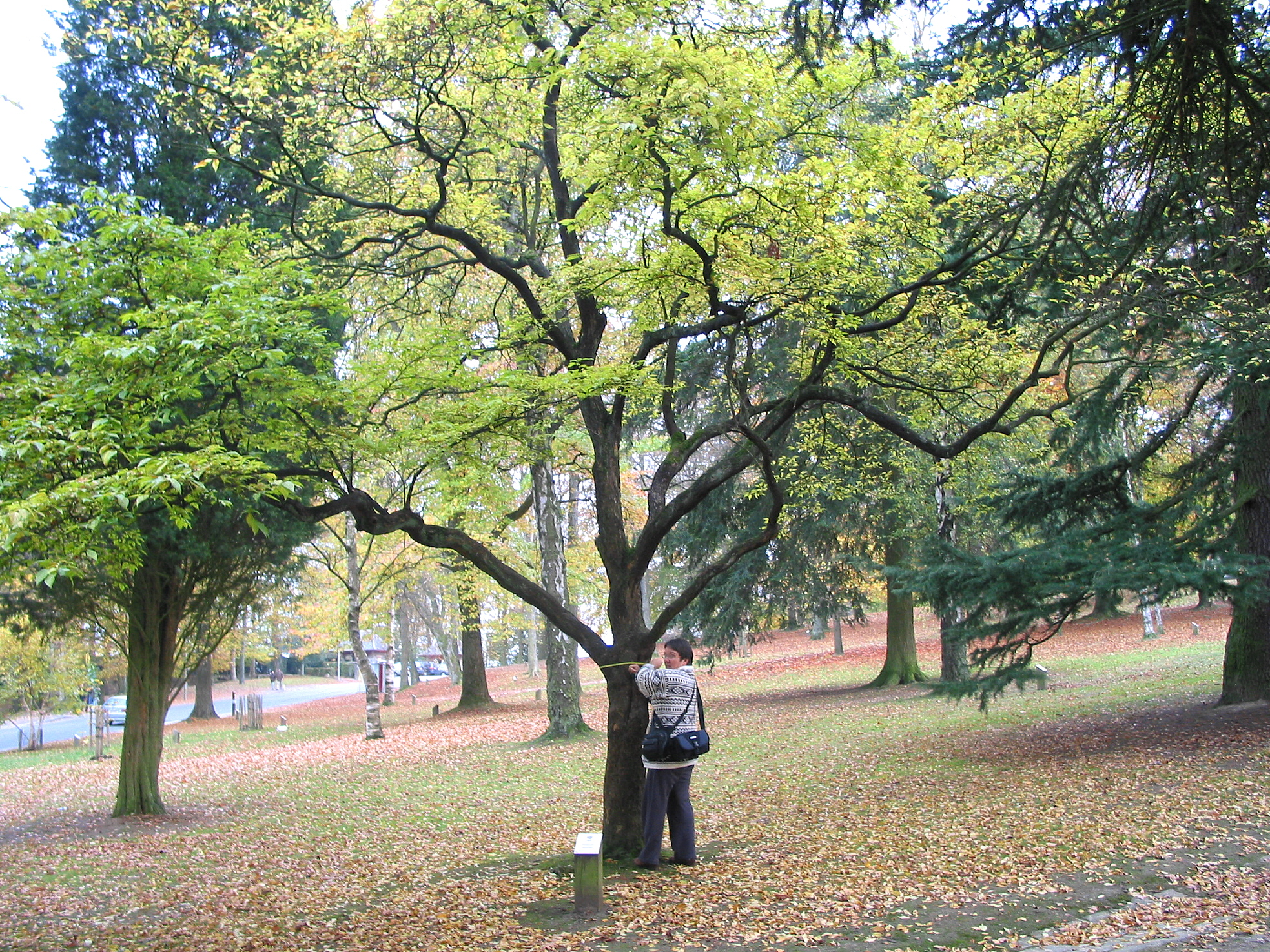
樹形。小高木である
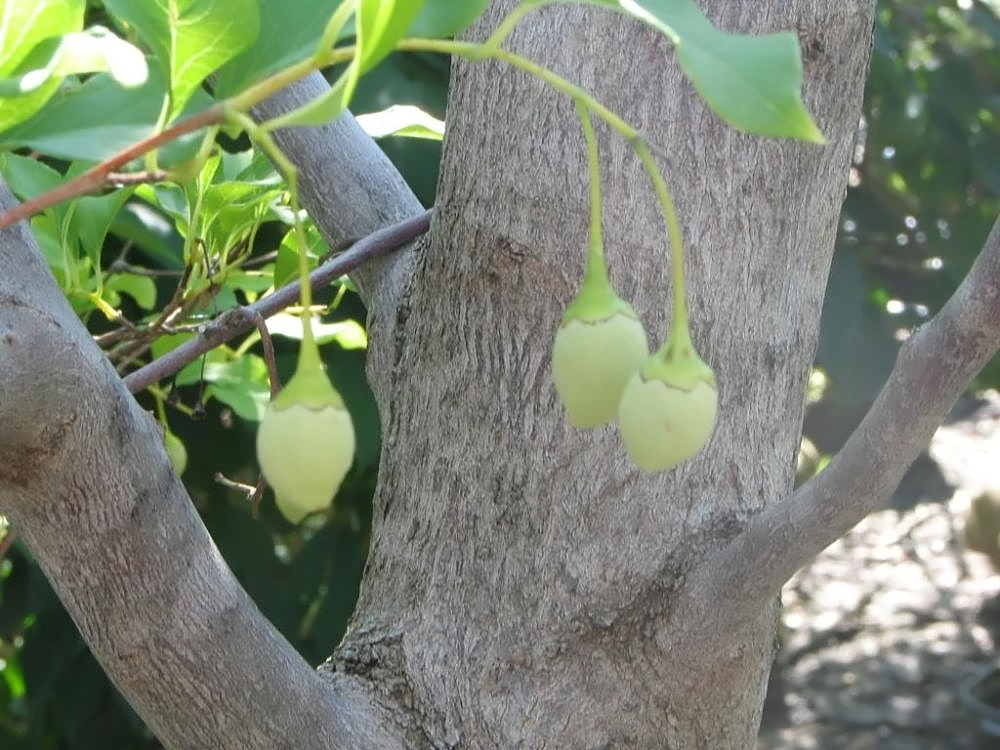
樹皮は灰色ほぼ平滑だが浅く裂ける
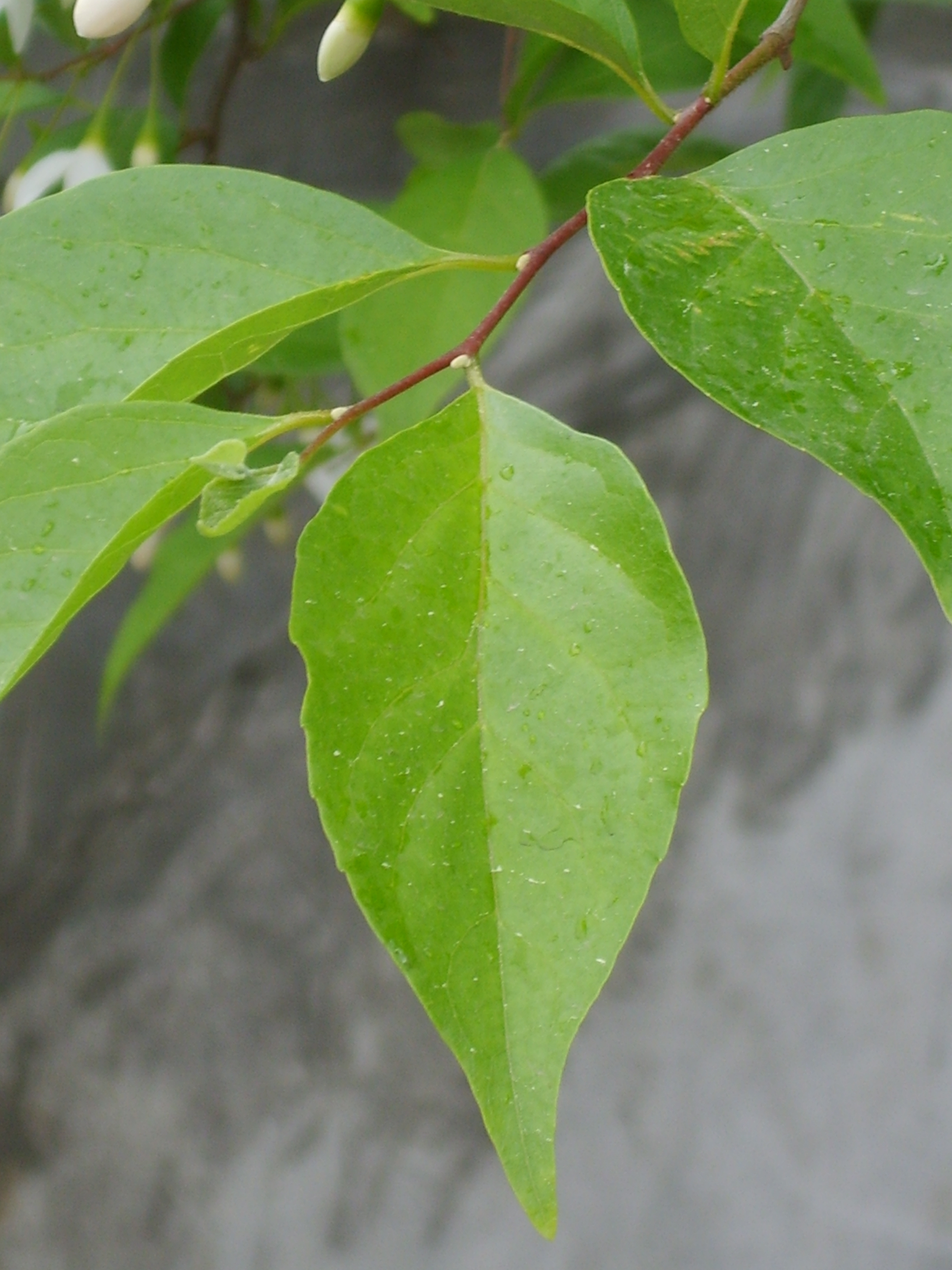
ジグザグの帯紫褐色の枝と長卵型で先尖形で鈍い鋸歯を持つ葉
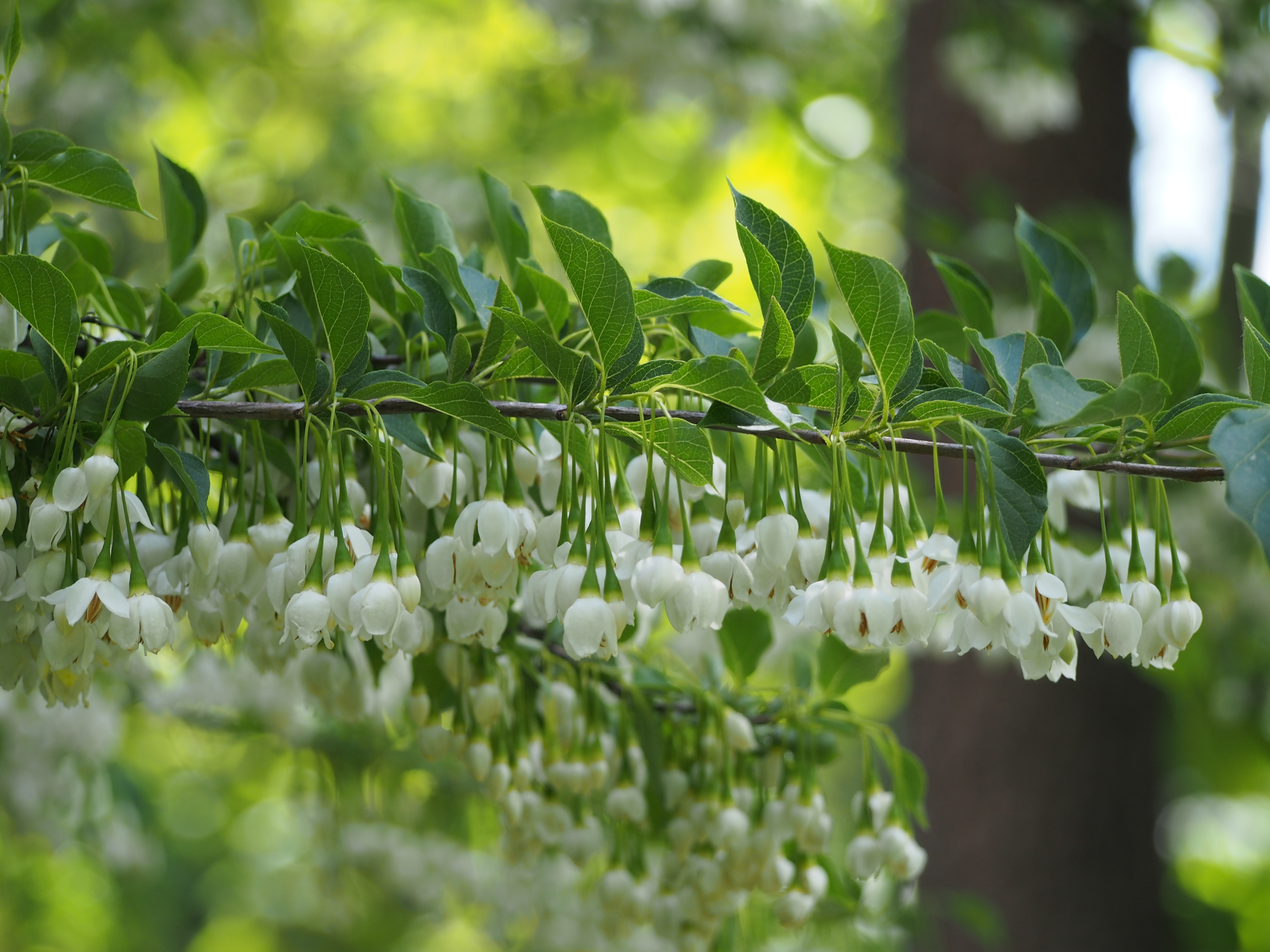
長い花梗で下垂する白い花
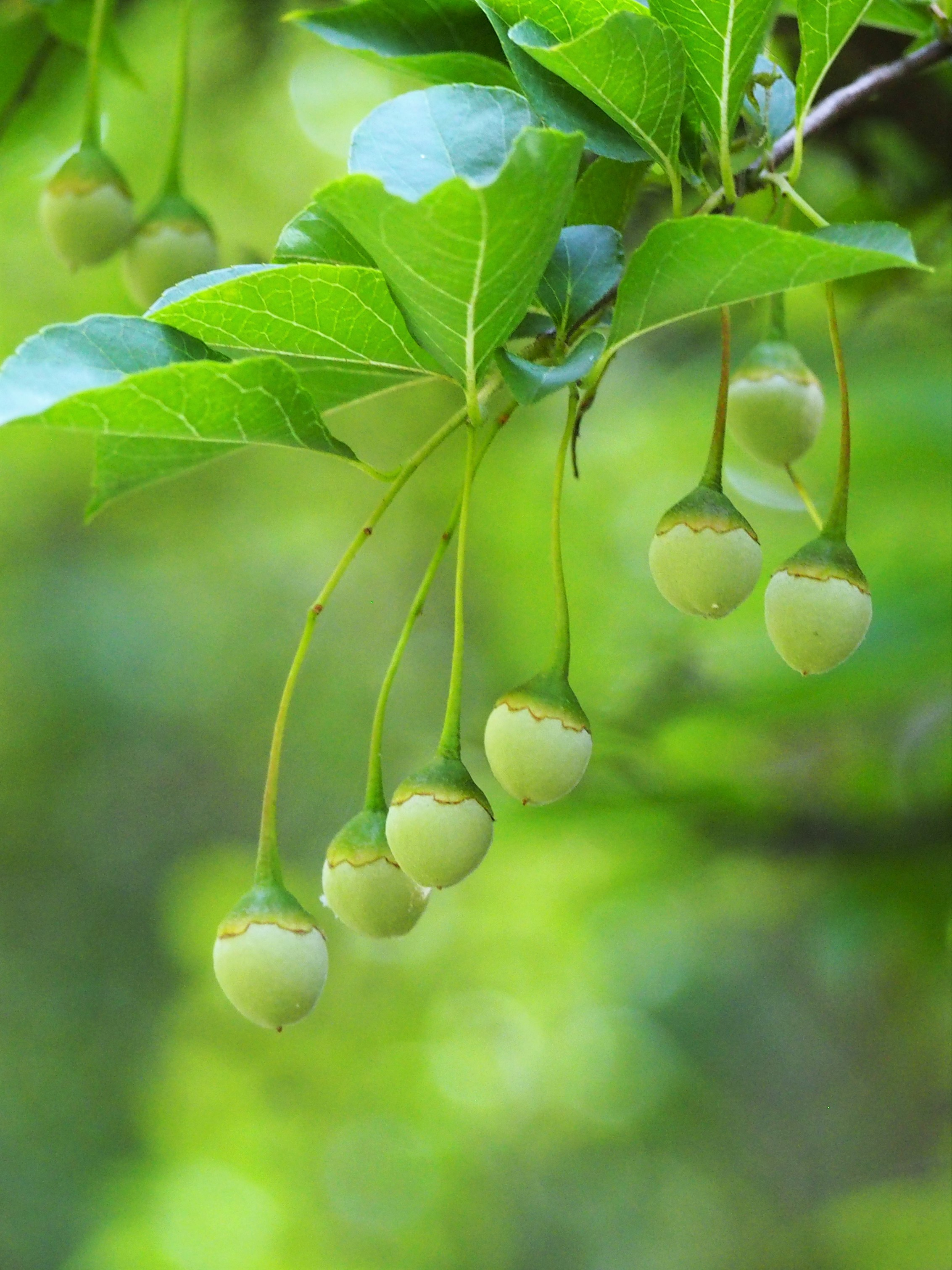
若い果実

### 類似種
同属のハクウンボク類とは葉の形が違うことが大きな特徴であり、開葉期ならば比較的簡単に見分けられる。特にハクウンボクに関しては冬芽は単なる互生ではなく、5個で枝周りを2周する2/5の螺旋性を示し、一年生枝もやや太いのも差がある。
エゴノキ内でも葉や果実の形態に差が出て、変種扱いすることが多いが中間的な形質のものもみられ、形態だけでの判別はしばしば難しい。別種扱いにする説、変種扱いにする説、個体変異として同種扱いする説などある。

## 生態
丘陵地や山地、山野や山麓の雑木林に多く見られる。植栽もされる。
陽樹的な性格が強く、アカマツ（Pinus densiflora）やコナラ（Quercus serrata）などの先駆種的な高木の下層に亜高木層を構築している様子が各地で観察される。
エゴノキの年間成長量は多いが、成長期間は長くはなく、短期集中的に成長するタイプだという。これは樹種ごとに幾らかの傾向があることが知られている。
他の植物が嫌う蛇紋岩地帯でもしばしば観察され、耐性があるとみられる。
種子は重力散布と鳥類散布の併用と見られている。特にヤマガラおよびその近縁種がエゴノキの種子を食べていることがしばしば観察され、しかも地中への貯食行動を行うなど主要な種子散布者となっているとみられる。鳥類散布型の種子は風散布や重力散布に遠い所まで運ばれることを期待できると言われる。北海道におけるブナ林での調査ではヤマガラの種子運搬距離は150-500m程度ではないかと推測されている。
果皮に有毒なエゴサポニンを多く含む。ピーク時には果実にも同量のサポニンを蓄えるが、11月を過ぎると急激に減少する。果皮は有毒なだけでなく、発芽抑制物質が含まれているために、これを剥いでしまうヤマガラには発芽促進効果もある。
エゴノキは萌芽力が高く萌芽更新が期待できる樹種の一つである。ただし、シカによる採食圧を強く受けるといい、シカの生息密度が高い所では更新は難しい樹種の一つとみられる。
ヒゲナガゾウムシ科の甲虫・エゴヒゲナガゾウムシ（ウシヅラカミキリ） Exechesops leucopis（Jordan, 1928）が果実に穴を開けて産卵し幼虫が種子の内部を食べて成長するが落下種子内で休眠中の成熟幼虫を「ちしゃの虫」と呼び1935年ごろからウグイ、オイカワなどの川釣りの釣り餌として流通している。この昆虫の発生が見られる地点は散在的でありかなり稀であるが、発生地の種子の寄生率は70%にも及ぶという。
外来カメムシの一種シタベニハゴロモ成虫はエゴノキにも飛来し吸汁することが観察されている。なお、産卵場所および幼虫の食草はシンジュとセンダンだとされる。
新梢にはしばしば菊花状の構造が認められるが、これはエゴノネコアシと呼ばれる虫こぶである。イネ科のアシボソを一次寄主としエゴノキとの間で寄主転換を行うアブラムシ、エゴノネコアシアブラムシ Ceratovacuna nekoashi（Sasaki, 1907）が春に二次寄主であるエゴノキに移動してきて新芽を変形させてこれを形成する。

## 分布
東アジアおよび東南アジア地域に広く分布し、中国、朝鮮半島、日本、フィリピン北部から知られる。日本では北海道から沖縄まで全国的に分布するが、北海道は道南に限られる。別種扱いとなっている種をエゴノキの個体変異としてみた場合、インドシナ半島一帯も含まれる。

## 人間との関係

### 木材
気乾比重0.65程度と比較的重い木材である。全体に淡黄白色で辺材と心材の区別は不明瞭であるが年輪は明瞭に出る。道管の配置は散孔材だが年輪付近は環孔材のように見える。乾燥時の収縮が大きく狂いやすい。
加工性が高く、小物類の製作によく用いられた。緻密で粘り気のある材を将棋のこまや和傘のロクロなどの素材とされロクロギの別名はこれに由来する。
また、蜜源植物としても利用される場合がある。
それほど大きくならず、株立ちさせることも可能であり庭木として使われることがある。園芸種としては桃色花の品種「ピンクチャイム」や枝がしなる「シダレエゴノキ」などの改良種もある。また盆栽としても楽しまれており中には手のひらサイズのミニ盆栽もある。生態節の通り陽樹であり、室内光程度の環境では枯死してしまうという。
エゴノキは魚毒性を示し、地域によっては毒流し漁に使った。しばしば石灰を混ぜたという。経験的に果皮の毒性が強いことが知られており、ヒメダカを対象に行われた実験結果もこれを支持している。最も毒性が強い部位は生の状態での果皮で、半数致死量濃度は18ppmとなり、サンショウの樹皮を上回る毒性を示した。加熱処理によって幾らか弱毒化するものの、それでも比較的強い120ppmを示す。なお、ミジンコに対する実験ではエゴノキは比較的毒性が弱く、逆にヒメダカには弱毒性だったシキミの樹皮が比較的強毒性を示す結果が出ている。
新潟県の農村部では焼畑による農地造成の際にエゴノキを焼くと雑草が抑制されるという言い伝えがあるといい、同じような効果がある植物としてウルシ、クルミ、ツツジが挙げられている。日本以外でも焼畑農業との相性はいい樹木であるといい、東南アジアでは農地造成と同時に陽樹のエゴノキ類を侵入させ、数年間安息香を生産したのちに再び焼くというサイクルを行っている地域が知られる。
昔は若い果実を石鹸と同じように洗浄剤として洗濯などに用いた。またサポニンには魚毒性があるので地方によっては魚の捕獲に使ったといわれる。しかし、同様に毒流し漁に用いられたと言われるサンショウの樹皮との比較実験からエゴノキのサポニンの魚毒性の強さは漁に使えるほどのものではないのではないかと疑問視する見解もある。
子供が、エゴノキの花を「セッケン花」「シャボン花」などと称し、花を多数摘み、それを手で揉んで泡立てて遊ぶことがある。この行為自体に危険はないが、口に入れると有害なのでその点に注意を要する。泡立てた手を水で洗い流せば特に害は無いが、きちんと洗い流さずに菓子類やオニギリなどを手づかみで食べるなどすると有害物質であるエゴサポニンなどを摂取しかねない危険がある。

## 名称
和名「エゴノキ」は、果実を口に入れると喉や舌を刺激してえぐい（えごい）ことに由来する。別名チシャノキ、ロクロギ、チサノキなどとも呼ばれ、歌舞伎の演題『伽羅先代萩』に登場するちさの木（萵苣の木）はこれである。
「齊墩果」が漢名とされる場合があるが、これは本来はオリーブの漢名である。ロクロギとも呼ばれる。現代中国語では「野茉莉」と呼ぶ。